# Lovin' Cup
『Lovin' Cup』（ラヴィン・カップ）は、日本のロックミュージシャンである柳ジョージが、1997年9月22日にユニバーサルビクターからリリースしたカヴァー・アルバムである。

## 解説
1993年にワーナーミュージック・ジャパン / Atlantic Recordからリリースされた『KING BEE BLUES』以来、約4年ぶりとなるカヴァー・アルバムで、柳ジョージのルーツともいえるR&Bなどのカヴァーを収録した作品である。
柳は、今作をリリースしたことに関して、CDの帯で次のようなコメントが記載されている。
| 「          | ―私が少年時代(1960年代中期)にバンドに目覚めた当時、本牧やチャイナタウンで一番流行っていたちょっと斜に構えた音楽を、もう一度TRYしてみようと思いついた企画アルバムです | 」 |
| —柳ジョージ | |    |

## 批評
| 専門評論家によるレビュー | 専門評論家によるレビュー |
| レビュー・スコア         | レビュー・スコア         |
| 出典                     | 評価                     |
| ------------------------ | ------------------------ |
| CDジャーナル             | 肯定的                   |

CDジャーナルは、「全11曲でポピュラーなものは『HEARTBREAK HOTEL』と『YOU'VE REALLY GOT A HOLD ON ME』ぐらいで、あとはかなりシブイ選曲。」と楽曲のセンスを指摘し、「本人の解説も付き、その思い入れが伝わってくる。かなり歌い込んでいるフシあり。」と肯定的に評価している。

## 収録曲
| #         | タイトル                                      | 作詞                                          | 作曲                                          | 編曲                  | 時間  |
| --------- | --------------------------------------------- | --------------------------------------------- | --------------------------------------------- | --------------------- | ----- |
| 1.        | 「HEARTBREAK HOTEL」                          | Mae Boren Axton, Thomas Durden, Elvis Presley | Mae Boren Axton, Thomas Durden, Elvis Presley | LOVIN' CAP BLUES BAND | 3:52  |
| 2.        | 「MERCY MERCY MERCY」                         | Joe Zawinul                                   | Joe Zawinul                                   | LOVIN' CAP BLUES BAND | 3:43  |
| 3.        | 「DROWN MY OWN TEARS」                        | Henry Glover                                  | Henry Glover                                  | LOVIN' CAP BLUES BAND | 4:08  |
| 4.        | 「LOVIN' CUP」                                | Paul Butterfield                              | Paul Butterfield                              | LOVIN' CAP BLUES BAND | 4:23  |
| 5.        | 「YOU'VE REALLY GOT A HOLD ON ME」            | Smokey Robinson                               | Smokey Robinson                               | LOVIN' CAP BLUES BAND | 4:35  |
| 6.        | 「THE SKY IS CRYING」                         | Elmore James                                  | Elmore James                                  | LOVIN' CAP BLUES BAND | 4:42  |
| 7.        | 「MIDNIGHT TRAIN」                            | Alvin Roy, Gerry Hicks                        | Alvin Roy, Gerry Hicks                        | LOVIN' CAP BLUES BAND | 3:12  |
| 8.        | 「CAN'T KEEP FROM CRYING SOMETIMES」          | Al Kooper                                     | Al Kooper                                     | LOVIN' CAP BLUES BAND | 4:38  |
| 9.        | 「ROCK ME BABY」                              | Joe Josea, B.B. King                          | Joe Josea, B.B. King                          | LOVIN' CAP BLUES BAND | 4:30  |
| 10.       | 「NOBODY KNOWS YOU WHEN YOU'RE DOWN AND OUT」 | Jimmie Cox                                    | Jimmie Cox                                    | LOVIN' CAP BLUES BAND | 4:37  |
| 11.       | 「FOREVER MAN」(Special Track)                | Jerry Williams                                | Jerry Williams                                | 大村憲司              | 3:19  |
| 合計時間: | 合計時間:                                     | 合計時間:                                     | 合計時間:                                     | 合計時間:             | 45:39 |

## 楽曲解説
1. HEARTBREAK HOTEL
  - 1956年にエルヴィス・プレスリーが発表した楽曲。
2. MERCY MERCY MERCY
  - 1966年にキャノンボール・アダレイが発表した楽曲。今作は、1967年にアメリカのバンドであるバッキンガムズによってカヴァーされたヴァージョンで歌唱している。
3. DROWN MY OWN TEARS
  - 1956年にレイ・チャールズが発表した楽曲。
4. LOVIN' CUP
  - ポール・バターフィールドが率いるバンドのポール・バターフィールド・ブルース・バンドが、1966年に発売されたコンピレーション・アルバム『What's Shakin'』に収録されている楽曲のカヴァー。
5. YOU'VE REALLY GOT A HOLD ON ME
  - 1962年にミラクルズが発表した楽曲で、ビートルズが1963年に発表したアルバム『ウィズ・ザ・ビートルズ』でカヴァーしている。
6. THE SKY IS CRYING
  - 1960年にエルモア・ジェームスが発表した楽曲。
7. MIDNIGHT TRAIN
  - 1965年にスペンサー・デイヴィス・グループが発表したアルバム『Their First LP』に収録されている楽曲のカヴァー。
8. CAN'T KEEP FROM CRYING SOMETIMES
  - 原曲は、1928年にブラインド・ウィリー・ジョンソンが発表した楽曲。今作は、アル・クーパーが1966年に発売されたコンピレーション・アルバム『What's Shakin'』に収録されているカヴァーヴァージョンで歌唱している。
9. ROCK ME BABY
  - 1964年にB.B.キングが発表した楽曲。
10. NOBODY KNOWS YOU WHEN YOU'RE DOWN AND OUT
  - 1929年にベッシー・スミスが発表した楽曲で、デレク・アンド・ザ・ドミノスが1970年に発表したアルバム『いとしのレイラ』でカヴァーしている。
11. FOREVER MAN (Special Track)
  - 1985年にエリック・クラプトンが発表した楽曲。この楽曲のみ、大村憲司がアレンジを担当している。
  - NISSAN『グロリア』CMソング[3]

## 参加ミュージシャン

### LOVIN' CAP BLUES BAND
- Vocal & Guitar : 柳ジョージ
- Guitar : 岡沢敏夫
- Bass : 角田俊介
- Drums : 河村“KAASUKE”智康
- Keyboards : 田原音彦
- Chorus : 深町栄, 遠藤ケロ

### ADDITIONAL MUSICIANS
- Trumpet : 荒木敏男 (#2, #3), 西村浩二 (#2, #3)
- Trombone : 村田陽一 (#2, #3)
- Sax : 山本拓夫 (#2, #3)
- Harmonica : 八木のぶお (#7, #9), 本名カズト (#4)
- Guitar : 大村憲司 (#11)
- Bass : 美久月千晴 (#11)
- Drums : 青山純 (#11)
- Manipulator : 梅崎俊春 (#4, #5, #8, #11)
- Chorus : MISUMI (#11)